# 丸純子
丸 純子（まる じゅんこ、1976年1月24日 - ）は、日本の女優。千葉県出身。身長153cm。B83 W58 H85。オフィス サム・ワン・セルフ所属。

## 人物・略歴
東京アクターズスタジオ卒業。
1990年代後半、レポーターとして報道番組などに出演する。
2001年に発表したヘアヌード写真集を機に女優に転進し、以降はOV・映画へ多数出演し、主演作を積み重ねている。

## 出演

### 映画
- 性犯罪事件簿　ダブルフェイス（2001年) [1]/ 監督：小松越雄 - 主演
- 濡れた赫い糸（2005年）R-15指定 / 監督：望月六郎
- 老人の恋 紙の力士（2010年10月公開 テアトル新宿劇場　製作 / レジェンドピクチャーズ、R15+指定) / 監督：石川均
- セカンドバージンの女 通り雨（2012年6月公開 池袋シネマロサ劇場　製作 /シネマ・クリエイション・レジェンドピクチャーズ、R15+指定) / 監督：成田裕介 - 主演
- 逢いびき（2014年6月公開 新宿ケイズシネマ劇場　製作 / レジェンドピクチャーズ、R15+指定) / 監督：塙幸成 - 主演
- 別れた女房の恋人（2016年1月公開 渋谷ユーロスペース劇場　製作 / レジェンドピクチャーズ、R15+) / 監督：金田敬 - 主演
- 誘惑は嵐の夜に（2016年2月公開 渋谷ユーロスペース劇場　製作 / レジェンドピクチャーズ、R15+) / 監督：いまおかしんじ
- オトナの恋愛事情（2016年2月公開 渋谷ユーロスペース劇場　製作 / レジェンドピクチャーズ、R15+) / 監督：森川圭 - 主演
- こえをきかせて （2019年4月公開 渋谷ユーロライブ劇場　製作 / レジェンドピクチャーズ、R15+) / 監督：いまおかしんじ
- 農家の嫁は、取り扱い注意!Part1 天使降臨篇／Part2 有機ある大作戦篇 （2021年4月公開 池袋シネマロサ、ヒューマントラストシネマ渋谷 製作 / レジェンドピクチャーズ) / 監督：いまおかしんじ
- あいたくて あいたくて あいたくて（2022年8月13日、製作 / レジェンドピクチャーズ・配給 / ムービー・アクト・プロジェクト）監督：いまおかしんじ - 主演[2]
- a20153の青春（2022年10月公開 / 製作・配給：アイ・エム・アイ/監督：北沢幸雄)
- きみとまた（2023年8月18日公開 / 監督：葉名恒星）[3]
- 痴人の愛（2024年11月29日公開 / 配給：マグネタイズ / 監督：井土紀州）[4]
- 真夏の果実（2025年5月17日公開、監督：いまおかしんじ）[5]

### オリジナルビデオ
- ザ・スクープ　狙う女 (2001)
- 暴力商売　金融餓狼伝2 (2001)
- 暴力商売　金融餓狼伝 (2001)
- 女陰陽師　精妃封印 (2002)
- 人妻ひざまくら　禁じられた二人の時間 (2003) / 監督：久保寺和人
- 堕ちてゆく人妻　背徳の果てに… (2003) / 監督：高原秀和
- 千葉一二三の　心霊暗黒レポート　歴史の闇を斬る　天草四郎の怨念(2003)
- 野獣（クーガ）の城　女囚1316 (2004)
- SEXY CATS　怪盗コスプレ三姉妹 (2004)
- 禁断の果実　姉の吐息 (2004) /  監督：田尻裕司
- 新 高校教師　禁じられた関係 (2004)
- 淫らに溺れる人妻　年下のオトコと… (2005) / 監督：光石冨士朗
- 若妻家庭教師　引き裂かれた柔肌 (2005) / 監督：片岡修二
- 人妻同窓会　好きだった人に出逢ったら… (2006) / 監督：榎本敏郎
- 色恋　濡れる女 (2007) / 監督：片岡修二
- はじらい　抱きたいほど可愛い人妻 (2008) / 監督：榎本敏郎
- 運命のひと (2009) / 監督：片岡修二
- 憧れの人妻（ひと）　年下男と情事に溺れた日々 (2010) / 監督：田尻裕司
- 君のことだけを想う　愛欲の海に溺れて・・(2010) / 監督：田尻裕司
- 初めての浮気　人妻の誘惑 (2010) / 監督：後藤大輔
- 禁断の果実DX　抱いてみたい女たち (2011) / レジェンドピクチャーズ(再編集版オムニバス)
- 浮気な人妻たちスペシャル (2011) / レジェンドピクチャーズ(再編集版オムニバス)
- 人妻家庭教師　ひと夏の経験（2016）/ 監督：榎本敏郎
- 後妻業の悪女（2016）/ 監督：北沢幸雄

### CM・広告
- 国際デザインカレッジ
- アスキー・デジカメ

### VP
- 積水化成品工業

### 衛星・配信・VOD
- あなたといく酒と温泉ふたり旅 (2015・Vパラダイス) 　＃2 丸純子　湯田中温泉編
- あなたといく酒と温泉ふたり旅(2015・Vパラダイス)         #4 丸純子    渋温泉編
- 丸純子のおいしいひとり酒 (2017・Vパラダイス)　全12話　丸純子 役(主演)
- 丸純子のおいしいひとり酒 シーズン② (2018・Vパラダイス) 全12話 丸純子 役(主演)

## 書籍

### 写真集
- マル純 旅立ち（2001年5月、バウハウス、撮影：中村誠作）ISBN 978-4894616363

### グラビア
- 週刊フライデー (雑誌) 　2001年4/13号　『ニュースプラス1』美人リポーターが晒した”ヘア裸体”　撮影：中村誠作
- 週刊現代 　2002年7/13号　「スクープヌード　丸純子　TVリポーターも感じるんです・・・」　撮影：松本祐二
- ザ・ベストマガジンオリジナル 　2002年10月号　「ニュースプラス●の知性派レポーターがヌードになった！」　撮影：松本祐二
- ドンドン 　2002年10月号　幻想の扉　撮影：松本祐二
- 週刊FRIDAY 　2010年10/15号　丸純子「事件な完熟裸身」　映画「老人の恋　紙の力士」から
- 週刊FRIDAY　2011年2/25号　丸純子「奇跡の裸身」　撮影：西田幸樹
- フライデーダイナマイト 　2011年4/27増刊号　丸純子「美熟NUDE」　撮影：西田幸樹
- 週刊FRIDAY 　2012年6/22号　丸純子「とろける完熟ヌード」　映画「セカンドバージンの女　通り雨」から
- 週刊FRIDAY 　2014年6/20号　丸純子　ついに完熟ヌード!!　映画「逢いびき」から
- 週刊FRIDAY 　2014年8/8号　丸純子　可憐で美しすぎるヘアヌード　撮影：唐木貴央
- 週刊FRIDAY 　2014年9/12号　丸純子「癒やしのヘアヌード」　撮影：唐木貴央